# Ярошенко Юрій Миколайович
Ярошенко Юрій Миколайович  (нар. 5 січня 1961, Фрунзе, Киргизька РСР) — український футболіст, півзахисник. Під 19-м номером увійшов у 50-ку найкращих гравців луганської «Зорі» за версією порталу Football.ua. Батько футболіста Костянтина Ярошенка. З 2001 року на тренерській роботі.

## Кар'єра гравця
Вихованець київського спортінтернату. Перший тренер — В. Ф. Качанов. Після завершення навчання три роки грав в дублі київського «Динамо», у складі якого двічі ставав чемпіоном СРСР серед дублюючих складів вищої ліги (1980 і 1981). Не зігравши жодного матчу в основному складі киян, Ярошенко в 1982 році перейшов у ворошиловградську «Зорю». У цій команді провів більше восьми років. За цей час зіграв у складі «Зорі» 316 матчів у чемпіонаті та 11 в Кубку СРСР, в яких забив 47 та 1 гол відповідно. Ставав чемпіоном Української РСР 1986 року.
Покинувши Луганськ у 29-річному віці, Ярошенко продовжив кар'єру в командах «Зоря» (Бєльці), «Кристал» (Херсон) та «Хімік» (Сєвєродонецьк), але ніде довго не затримувався. В 1993 році був запрошений у «Навбахор», за підсумками сезону в якому ставав бронзовим призером чемпіонату Узбекистану. На початку 1995 року став гравцем аматорського клубу «Шахтар» (Ровеньки). Після цього пробував свої сили в клубі «Авіа» (Свідник), але вже незабаром повернувся до Ровеньків, команда якого змінила назву на «Авангард-Індустрія» й стартувала в Другій лізі чемпіонату України. Влітку 1996 року перейшов до краснодонського «Шахтаря», в складі якого 1998 року й завершив кар'єру гравця.

## Тренерська кар'єра
У 2001 році перейшов на тренерську роботу. Влаштувався в дитячу Академію донецького «Шахтаря», спочатку — тренером-селекціонером, а пізніше — тренував групи. Далі тренував дитячі команди донецького «Металурга», маріупольського «Іллічівця» та сумської «Барси».
1 липня 2014 року був призначений головним тренером клубу Першої ліги України ПФК «Суми». 5 вересня став тренером ФК «Полтава», незабаром повернувся в «Суми», потім контракт був розірваний.
У травні 2017 року звільнений з поста головного тренера «Полтави».
Напередодні сезону 2017/18 років увійшов до тренерського штабу МФК «Миколаїв», зайнявши місце помічника головного тренера Руслана Забранського.
Взимку 2018 року приєднався до тоді ще учасника чемпіонату Сумської області — липоводолинського «Альянса», який очолює і до сьогодні. З цією командою Ярошенко пройшов шлях від учасника обласних змагань до колективу Першої ліги України.

## Досягнення

### Клубні
- Друга ліга чемпіонату СРСР (фінальна фаза)
  -  Чемпіон (1): 1986

- Чемпіонат УРСР
  -  Чемпіон (1): 1986

- Вища ліга СРСР (першість резервістів)
  -  Чемпіон (2): 1980, 1981

### Індивідуальні
- Найкращий бомбардир клубу «Зоря» (Луганськ): 1986 (22 голи)